# V Congresso nazionale del Partito Comunista Cinese
Il V Congresso del Partito Comunista Cinese si svolse fra il 27 aprile e il 9 maggio 1927 a Wuhan, all'indomani del colpo di Stato di Chiang Kai-shek, attuato il 12 aprile dello stesso anno: Chiang, preso il controllo totale del Kuomintang, aveva infatti avviato un sistematico massacro dei comunisti e delle correnti di sinistra del suo partito. Si crearono inoltre le prime tensioni fra Chen e Mao.

## Svolgimento del Congresso
- Delegati: 80
- Membri del Partito: 57.967

Il Congresso analizzò le nuove prospettive a seguito del golpe di Chiang Kai-shek, rompendo a sua volta l'alleanza col Kuomintang. Vennero dunque posti nuovi obiettivi per la causa della rivoluzione democratica, fra i quali c'era la lotta all'esercito nazionalista di Jiang. Nel corso del Congresso, giunsero le prime critiche a Chen Duxiu per "deviazionismo di destra" e avvennero i contrasti fra le fazioni a lui legate e la corrente di Mao Zedong.
Nonostante i contrasti, Chen venne rieletto Segretario generale. Pur non avendo introdotto Mao nelle liste dei candidati dal Comitato Centrale, la candidatura del suddetto a membro supplente fu imposta dai delegati dello Hunan.

## Giudizio ufficiale cinese
Il Congresso si tenne ad un momento critico della rivoluzione cinese, dopo che Chiang Kai-shek ebbe effettuato un colpo di Stato controrivoluzionario a Shanghai il 12 aprile dello stesso anno, disarmando gli operai e assassinando lavoratori e comunisti. Fu accettata la risoluzione sulla rivoluzione cinese adottata dalla settima riunione plenaria allargata del Comitato esecutivo dell'Internazionale Comunista. In accordo alla risoluzione, il Congresso criticò Chen Duxiu per i suoi errori deviazionisti di destra, come la sua negligenza nella lotta con la borghesia per il controllo della rivoluzione. Ma non furono prese misure pratiche per correggere gli errori e così Chen continuò i suoi errori deviazionisti di destra dopo il Congresso. Il Congresso lanciò come maggiori obiettivi del momento l'avvio della rivoluzione agraia e l'instaurazione del potere democratico rurale rivoluzionario, ma non riuscì a porre degli specifici programmi per andare incontro alle richieste di terra dei contadini. Come risultato, il Congresso non completò l'obiettivo di salvare la rivoluzione in un momento cruciale.